# Hydaticus palliatus
Hydaticus palliatus är en skalbaggsart som beskrevs av Aubé 1838. Hydaticus palliatus ingår i släktet Hydaticus och familjen dykare. Inga underarter finns listade i Catalogue of Life.